# Міст Міленіум (Лондон)
Міст Міле́ніум (англ. London Millennium Footbridge) — пішохідний міст через річку Темзу в Лондоні. Він розташований між Southwark Bridge (вниз за течією) та залізничним мостом Блекфрайерс (вгору за течією). Будівництво моста розпочалося в 1998, відкритий 10 червня 2000.

## Історія
Будівництво розпочалося наприкінці 1998 року. Основні роботи розпочалися 28 квітня 1999. На будівництво моста витрачено £18,2 мільйона (при бюджеті £2,2 мільйона).
Перед початком будівництва на обох берегах річки Темзи, саме в тих місцях, де мало йти будівництво, були проведені археологічні дослідження.